# Liste des députés de la Meuse
Liste des députés de la Meuse

## Assemblée législative (1791-1792)
- Jean-Baptiste Jodin
- Charles Nicolas Tocquot
- Jean-Joseph Paillet
- Jean-Baptiste Lolivier
- Joseph Bernard
- Jean Moreau
- Claude Manchand
- Henri Clément

## Convention nationale(1792-1795)
- Philippe-Laurent Pons de Verdun
- Charles Nicolas Tocquot
- Jean-Baptiste Harmand
- Sébastien Humbert
- Claude Jean Roussel
- Claude Hubert Bazoche
- Jean-Joseph Marquis
- Claude Xavier Garnier-Anthoine
- Jean Moreau

## Conseil des Cinq-Cents(1795-1799)
- Jean Chenet
- Pierre Joseph Vallée
- Jean-Baptiste Harmand
- Sébastien Humbert
- Jean-Joseph Marquis

## Corps législatif(1800-1814)
- Nicolas-Charles Oudinot
- Jean-Baptiste Catoire-Moulainville
- Joseph Desaux
- Nicolas Champion de la Meuse
- François Charles Chonet de Bollemont
- Jean-Joseph Paillet
- Claude Hubert Bazoche
- Jean-Joseph Marquis

## Chambre des députés des départements (1reRestauration)
- Joseph Desaux
- Jean-Joseph Paillet
- Jean-Joseph Marquis

## Chambre des représentants (Cent-Jours)
- Jean-Louis Vivenot
- Pierre Hanus
- Jean Chenet
- Jacques Gillon
- Jean-Baptiste Lambry
- Dominique Christophe Bazoche

## Chambre des députés des départements (2eRestauration)

### Irelégislature(1815–1816)
- Louis de Sainte-Aulaire
- Louis Gabriel Pernot de Fontenoy
- Pierre Dieudonné Louis Saulnier
- Dominique Christophe Bazoche

### IIelégislature(1816-1823)
- Charles-Guillaume Étienne
- Charles Nicolas d'Anthouard de Vraincourt
- Pierre Dieudonné Louis Saulnier
- Jean-Baptiste Raulin
- Pierre Joseph Vallée
- Dominique Christophe Bazoche

### IIIelégislature(1824-1827)
- Charles Gédéon Théodore de Vassinhac
- Charles-Adrien de Cholet
- Philippe Panon
- Laurent Leclerc

### IVelégislature(1828-1830)
- Charles Antoine Génin
- Charles-Adrien de Cholet
- Louis de Sainte-Aulaire
- Charles-Guillaume Étienne
- Philippe Panon

### Velégislature(23 juin 1830-28 juillet 1830)
- Charles Antoine Génin
- Joseph d'Arros
- Charles-Guillaume Étienne
- Pierre Deminuid-Moreau

## Chambre des députés (Monarchie de Juillet)

### IreLégislature(1830-1831)
- Jean Landry Gillon
- Charles Antoine Génin
- Joseph d'Arros
- Charles-Guillaume Étienne
- Pierre Deminuid-Moreau

### IIeLégislature(1831-1834)
- Jean Landry Gillon
- Charles Antoine Génin
- Charles-Guillaume Étienne
- Jean Lallemand (homme politique) démissionne en 1833, remplacé par Jean-Baptiste Janin

### IIIeLégislature(1834-1837)
- Jean Landry Gillon
- Charles Antoine Génin
- Charles-Guillaume Étienne
- Jean-Baptiste Janin

### IVeLégislature(1837-1839)
- Jean Landry Gillon
- Charles Antoine Génin
- Charles-Guillaume Étienne
- Jean-Baptiste Janin

### VeLégislature(1839-1842)
- Henri Étienne
- Jean Landry Gillon
- Charles Antoine Génin
- Jean-Baptiste Janin

### VIeLégislature(1842-1846)
- Henri Étienne
- Jean Landry Gillon
- Charles Antoine Génin
- Jean-Baptiste Janin

### VIIeLégislature(17/08/1846-24/02/1848)
- Paul Victor Jamin
- Henri Étienne
- Jean Landry Gillon
- Charles Antoine Génin

## IIeRépublique
Élections au suffrage universel masculin à partir de 1848

### Assemblée nationale constituante (1848-1849)
- Isidore Eugène Buvignier
- Gaspard Launois
- Adolphe Moreau
- Pierre Henri Étienne
- Félix Chadenet
- Charles Desaux
- Paulin Gillon

### Assemblée nationale législative (1849-1851)
- Pierre Henri Étienne
- Félix Chadenet
- Paulin Gillon
- Jacques Raulin
- Alexandre Simonot

## Second Empire

### Irelégislature(1852-1857)
- Gustave Adolphe Briot de Monrémy
- Edme Collot

### IIelégislature(1857-1863)
- Edme Collot décédé en 1860, remplacé par Claude Millon
- Edgar de Ségur-Lamoignon
- Gustave Adolphe Briot de Monrémy décédé en 1858, remplacé par Victor Louis de Benoist

### IIIelégislature(1863-1869)
- Claude Millon
- Victor Louis de Benoist
- Félix Chadenet

### IVelégislature(1869-1870)
- Claude Millon
- Victor Louis de Benoist
- Félix Chadenet

## IIIeRépublique

### Assemblée nationale(1871-1876)
- Eugène Billy, Union des gauches
- Ernest Picard, Centre gauche
- Henri Bompard, Centre gauche
- Auguste Grandpierre, Centre gauche
- Charles Louis Benoit, Centre droit
- Paulin Gillon, Union des droites

### Irelégislature(1876-1877)
- Henri Liouville
- François de Klopstein
- Eugène Billy
- Auguste Grandpierre

### IIelégislature(1877-1881)
- Jules Develle
- Henri Liouville
- François de Klopstein
- Gustave d'Egremont invalidé en 1878, remplacé par Eugène Billy décédé en 1878, remplacé par Gabriel Royer
- Auguste Grandpierre démissionne en 1879, remplacé par Edmond Develle

### IIIelégislature(1881-1885)
- Jules Develle
- Henri Liouville
- Edmond Develle
- Gabriel Royer
- Jean Buvignier

### IVelégislature(1885-1889)
- Jules Develle
- Henri Liouville décédé en 1887, remplacé par Raymond Poincaré
- René Gillet (homme politique)
- Gabriel Royer
- Jean Buvignier

### Velégislature(1889-1893)
- Bar-le-Duc : Jules Develle, Républicain
- Commercy : Raymond Poincaré, Républicain
- Montmédy : Gabriel Royer, Républicain
- Verdun : Jean Buvignier, Républicain

Source : journal Le Temps du 24 septembre et du 8 octobre 1889 sur Gallica,.

### VIelégislature(1893-1898)
- Bar-le-Duc : Jules Develle, Républicain
- Commercy : Raymond Poincaré, Républicain
- Verdun : Jean Buvignier, Républicain élu sénateur en 1894, remplacé par Louis Prud'homme-Havette, Républicain
- Montmédy : Gabriel Royer, Républicain

Source : journal Le Temps du 22 août et du 5 septembre 1893 sur Gallica,.

### VIIelégislature(1898-1902)
- Commercy : Raymond Poincaré, Républicain
- Bar-le-Duc : Paul Henry Ferrette, Libéral
- Montmédy : Jules Sommeillier, Républicain, décédé en 1900, remplacé par Albert de Benoist, Républicain (Action libérale)
- Verdun : Louis Prud'homme-Havette, Républicain

Source : journal Le Temps du 10 mai et du 24 mai 1898 sur Gallica,.

### VIIIelégislature(1902-1906)
- Commercy : Raymond Poincaré, Républicain, élu sénateur en 1903, remplacé par Auguste Grosdidier, Républicain  indépendant
- Bar-le-Duc : Paul Henry Ferrette,  Libéral
- Verdun : Léonce Rousset, Nationaliste
- Montmédy : Albert de Benoist, Conservateur

Source : journal Le Temps du 29 avril et du 13 mai 1902 sur Gallica,.

### IXelégislature(1906-1910)
- Bar-le-Duc : Paul Henry Ferrette, Action libérale (Nationaliste)
- Verdun : Charles Humbert, Républicain (Union démocratique), élu sénateur en 1908, remplacé par Albert Noël, Républicain (Gauche radicale), élu le 22 mars 1908
- Montmédy : Albert Lefébure, Républicain (Gauche radicale)
- Commercy : Auguste Grosdidier, Républicain

Sources : Journal Le Temps du 6 et du 22 mai 1906 sur Gallica - ,.

### Xelégislature(1910-1914)
- Bar-le-Duc : André Maginot, Gauche démocratique
- Commercy : Auguste Grosdidier, Républicain progressiste, élu sénateur en 1913, remplacé par Albert Thiery, Gauche démocratique, élu le 15 juin 1913
- Verdun : Albert Noël, Gauche radicale
- Montmédy : Albert Lefébure, Gauche radicale

Sources : Journal Le Temps du 24 avril et du 8 mai 1910 sur Gallica - ,.

### XIelégislature(1914-1919)
- Bar-le-Duc : André Maginot, Républicain de gauche (modéré)
- Commercy : Albert Thiery, Républicain de gauche (modéré)
- Montmédy : Louis Revault, Républicain de gauche (modéré)
- Verdun : Albert Noël, Républicain de gauche (modéré)

Sources : Journal Le Temps du 28 avril et du 12 mai 1914 sur Gallica - ,.

### XIIelégislature(1919-1924)
Les élections législatives de 1919 furent organisées au scrutin proportionnel de liste. Elles marquèrent au niveau national la victoire du "Bloc national" de centre-droit.
Liste républicaine d'union meusienne
- André Maginot, Président du Conseil Général, Gauche républicaine démocratique
- Georges Lecourtier, Conseiller général, Gauche républicaine démocratique
- Louis Revault, Gauche républicaine démocratique

Liste républicaine démocratique libérale
- Paul Henry Ferrette, Entente républicaine démocratique

Source : Barodet sur le site de l'Assemblée Nationale - https://bibnum.sciencespo.fr/s/catalogue/ark:/46513/sc16m2kz#?c=&m=&s=&cv=

### XIIIelégislature(1924-1928)
Les élections législatives de 1924 furent organisées au scrutin proportionnel de liste. Elles marquèrent au niveau national national la victoire du "Cartel des gauches".
Liste d'Union républicaine et nationale
- André Maginot, Gauche républicaine démocratique, Ministre de la Guerre et des Pensions, Vice-Président du Conseil général
- Louis-Édouard Taton-Vassal, Gauche républicaine démocratique, Conseiller général, maire de Saint-Mihiel
- Victor Schleiter, Union républicaine démocratique, Adjoint au maire de Verdun
- Alfred Didry, Gauche républicaine démocratique, Conseiller général du canton de Spincourt

Source : Barodet sur le site de l'Assemblée Nationale - https://bibnum.sciencespo.fr/s/catalogue/ark:/46513/sc16m1m0#?c=&m=&s=&cv=

### XIVelégislature(1928-1932)
Les élections législatives furent au scrutin d'arrondissement majoritaire à deux tours de 1928 à 1936.
- Bar-le-Duc : André Maginot, Action démocratique et sociale, décédé le 6 janvier 1932, non remplacé
- Commercy : Louis-Édouard Taton-Vassal, Républicain de gauche (modéré)
- Verdun : Victor Schleiter, Union républicaine démocratique
- Montmédy : Alfred Didry, Action démocratique et sociale

Source : Élections législatives 22-29 avril 1928 de Georges Lachapelle - https://gallica.bnf.fr/ark:/12148/bpt6k320439r.texteImage#

### XVelégislature(1932-1936)
- Montmédy : André Beauguitte, Républicains de gauche
- Commercy : Louis Jacquinot, Centre républicain
- Verdun : Victor Schleiter, Centre républicain, décédé le 23 décembre 1933, remplacé par Gaston Thiébaut, Radical-socialiste, élu le 25 mars 1934
- Bar-le-Duc : Paul Henry Ferrette, Indépendant d'action économique, sociale et paysanne, décédé le 23 juin 1933, remplacé par le chanoine Lucien Polimann, Républicain indépendant et d'action sociale, élu le 3 septembre 1933

### XVIelégislature(1936-1940)
- Montmédy : André Beauguitte, Alliance des républicains de gauche et des radicaux indépendants
- Commercy : Louis Jacquinot, Alliance des républicains de gauche et des radicaux indépendants
- Verdun : Gaston Thiébaut, Radical-socialiste
- Bar-le-Duc : Chanoine Lucien Polimann, Républicains indépendants et d'action sociale

## Gouvernement Provisoire de la République Française

### Première Assemblée constituante (1945-1946)
Georges Fizaine, SFIO
Jean Vuillaume, MRP
Louis Jacquinot, PRL

### Deuxième Assemblée constituante (juin 1946 - novembre 1946)
Georges Fizaine, SFIO
Jean Vuillaume, MRP
Louis Jacquinot, PRL

## Quatrième République

### Ière législature (1946-1951)
André Savard, PCF
Jean Vuillaume, MRP
Louis Jacquinot, PRL

### IIème législative (1951-1956)
Louis Jacquinot, RI
René Rousselot, CRAPS
Jean Gilliot, RPF

### IIIème législature (1956-1958)
André Savard, PCF
Louis Jacquinot, IPAS
André Beauguitte, non inscrit

## Cinquième République

### Irelégislature(1958-1962)
| Circonscription     | Identité                                    | Parti | À partir du     | Jusqu'au       | Note |
| ------------------- | ------------------------------------------- | ----- | --------------- | -------------- | ---- |
| 1re circonscription | Louis Jacquinot                             | CNI   | 9 décembre 1958 | 8 février 1959 | Gvt  |
| 1re circonscription | René Rousselot (suppléant)                  | CNI   | 9 février 1959  | 9 octobre 1962 |      |
| 2e circonscription  | André Beauguitte (suppléant : Jean Brastel) | CR    | 9 décembre 1958 | 9 octobre 1962 |      |

### IIelégislature(1962-1967)
| Circonscription     | Identité                                    | Parti   | À partir du     | Jusqu'au       | Note |
| ------------------- | ------------------------------------------- | ------- | --------------- | -------------- | ---- |
| 1re circonscription | Louis Jacquinot                             | UNR-UDT | 6 décembre 1962 | 6 janvier 1963 | Gvt  |
| 1re circonscription | René Rousselot (suppléant)                  | UNR-UDT | 7 janvier 1963  | 2 avril 1967   |      |
| 2e circonscription  | André Beauguitte (suppléant : Jean Brastel) | RI      | 6 décembre 1962 | 2 avril 1967   |      |

### IIIelégislature(1967-1968)
| Circonscription     | Identité                                     | Parti | À partir du  | Jusqu'au    | Note |
| ------------------- | -------------------------------------------- | ----- | ------------ | ----------- | ---- |
| 1re circonscription | Louis Jacquinot (suppléant : René Rousselot) | UD-Ve | 3 avril 1967 | 30 mai 1968 |      |
| 2e circonscription  | André Beauguitte                             | RI    | 3 avril 1967 | 30 mai 1968 |      |

### IVelégislature(1968-1973)
| Circonscription     | Identité                                    | Parti | À partir du     | Jusqu'au       | Note |
| ------------------- | ------------------------------------------- | ----- | --------------- | -------------- | ---- |
| 1re circonscription | Louis Jacquinot (suppléant : Pierre Matrot) | UDR   | 11 juillet 1968 | 1er avril 1973 |      |
| 2e circonscription  | André Beauguitte (suppléant : Michel Rufin) | RI    | 11 juillet 1968 | 1er avril 1973 |      |

### Velégislature(1973-1978)
| Circonscription     | Identité                                    | Parti | À partir du  | Jusqu'au     | Note |
| ------------------- | ------------------------------------------- | ----- | ------------ | ------------ | ---- |
| 1re circonscription | Jean Bernard (suppléant : E. Reber)         | PS    | 2 avril 1973 | 2 avril 1978 |      |
| 2e circonscription  | André Beauguitte (suppléant : Michel Rufin) | RI    | 2 avril 1973 | 2 avril 1978 |      |

### VIelégislature(1978-1981)
| Circonscription     | Identité                                       | Parti | À partir du  | Jusqu'au    | Note |
| ------------------- | ---------------------------------------------- | ----- | ------------ | ----------- | ---- |
| 1re circonscription | Gérard Longuet (suppléant : André Droitcourt)  | UDF   | 3 avril 1978 | 22 mai 1981 |      |
| 2e circonscription  | Claude Biwer (suppléant : Jean-Marie François) | UDF   | 3 avril 1978 | 22 mai 1981 |      |

### VIIelégislature(1981-1986)
| Circonscription     | Identité                                       | Parti | À partir du    | Jusqu'au       | Note |
| ------------------- | ---------------------------------------------- | ----- | -------------- | -------------- | ---- |
| 1re circonscription | Jean Bernard (suppléant : François Dosé)       | PS    | 2 juillet 1981 | 1er avril 1986 |      |
| 2e circonscription  | Jean-Louis Dumont (suppléant : Michel Chardin) | PS    | 2 juillet 1981 | 1er avril 1986 |      |

### VIIIelégislature(1986-1988)
2 députés élus à la proportionnelle:
- Jean-Louis Dumont (PS)
- Gérard Longuet (RPR). Remplacé par Claude Lorenzini (RPR) à partir du 3 avril 1986.

### IXelégislature(1988-1993)
| Circonscription     | Identité                                        | Parti | À partir du  | Jusqu'au       | Note |
| ------------------- | ----------------------------------------------- | ----- | ------------ | -------------- | ---- |
| 1re circonscription | Gérard Longuet (suppléant : Jacques Mourer)     | UDF   | 23 juin 1988 | 1er avril 1993 |      |
| 2e circonscription  | Jean-Louis Dumont (suppléant : Roland Jehannin) | PS    | 23 juin 1988 | 1er avril 1993 |      |

### Xelégislature(1993-1997)
| Circonscription     | Identité                                | Parti | À partir du  | Jusqu'au      | Note |
| ------------------- | --------------------------------------- | ----- | ------------ | ------------- | ---- |
| 1re circonscription | Gérard Longuet                          | UDF   | 2 avril 1993 | 1er mai 1993  | Gvt  |
| 1re circonscription | André Droitcourt (suppléant)            | UDF   | 2 mai 1993   | 21 avril 1997 |      |
| 2e circonscription  | Arsène Lux (suppléante : Lyne Rousseau) | RPR   | 2 avril 1993 | 21 avril 1997 |      |

### XIelégislature(1997-2002)
| Circonscription     | Identité                                        | Parti | À partir du   | Jusqu'au     | Note |
| ------------------- | ----------------------------------------------- | ----- | ------------- | ------------ | ---- |
| 1re circonscription | François Dosé (suppléant : Gérard Machline)     | PS    | 1er juin 1997 | 18 juin 2002 |      |
| 2e circonscription  | Jean-Louis Dumont (suppléant : Roland Jehannin) | PS    | 1er juin 1997 | 18 juin 2002 |      |

### XIIelégislature(2002-2007)
| Circonscription     | Identité                                        | Parti | À partir du  | Jusqu'au     | Note |
| ------------------- | ----------------------------------------------- | ----- | ------------ | ------------ | ---- |
| 1re circonscription | François Dosé (suppléant : Gérard Machline)     | PS    | 19 juin 2002 | 19 juin 2007 |      |
| 2e circonscription  | Jean-Louis Dumont (suppléant : Roland Jehannin) | PS    | 19 juin 2002 | 19 juin 2007 |      |

### XIIIelégislature(2007-2012)
| Circonscription     | Identité                                           | Parti | À partir du  | Jusqu'au     | Note |
| ------------------- | -------------------------------------------------- | ----- | ------------ | ------------ | ---- |
| 1re circonscription | Bertrand Pancher (suppléante : Françoise Hastings) | UMP   | 20 juin 2007 | 19 juin 2012 |      |
| 2e circonscription  | Jean-Louis Dumont (suppléant : Roland Jehannin)    | PS    | 20 juin 2007 | 19 juin 2012 |      |

### XIVelégislature(2012-2017)
| Circonscription     | Identité                                           | Parti   | À partir du  | Jusqu'au     | Note |
| ------------------- | -------------------------------------------------- | ------- | ------------ | ------------ | ---- |
| 1re circonscription | Bertrand Pancher (suppléante : Françoise Hastings) | Radical | 20 juin 2012 | 19 juin 2017 |      |
| 2e circonscription  | Jean-Louis Dumont (suppléante : Marylène Gracia)   | PS      | 20 juin 2012 | 19 juin 2017 |      |

### XVelégislature(2017-2022)
| Circonscription          | Député           | Parti | Parti | Suppléant        | Autres mandats      |
| ------------------------ | ---------------- | ----- | ----- | ---------------- | ------------------- |
| Première circonscription | Bertrand Pancher |       | UDI   | Frédérique Serré | Maire de Bar-le-Duc |
| Deuxième circonscription | Émilie Cariou    |       | REM   | Jean-Luc Duret   |                     |

### XVIelégislature(2022-2024)
| Circonscription          | Député           | Parti | Parti | Suppléant             | Autres mandats |
| ------------------------ | ---------------- | ----- | ----- | --------------------- | -------------- |
| Première circonscription | Bertrand Pancher |       | DVD   | Fabienne Hueber Godey |                |
| Deuxième circonscription | Florence Goulet  |       | RN    | Carine George         |                |

### XVIIelégislature(2024-2029)
| Circonscription          | Député          | Parti | Parti | Suppléant     | Autres mandats |
| ------------------------ | --------------- | ----- | ----- | ------------- | -------------- |
| Première circonscription | Maxime Amblard  |       | RN    | Didier Sugg   |                |
| Deuxième circonscription | Florence Goulet |       | RN    | Carine George |                |